# Monovering

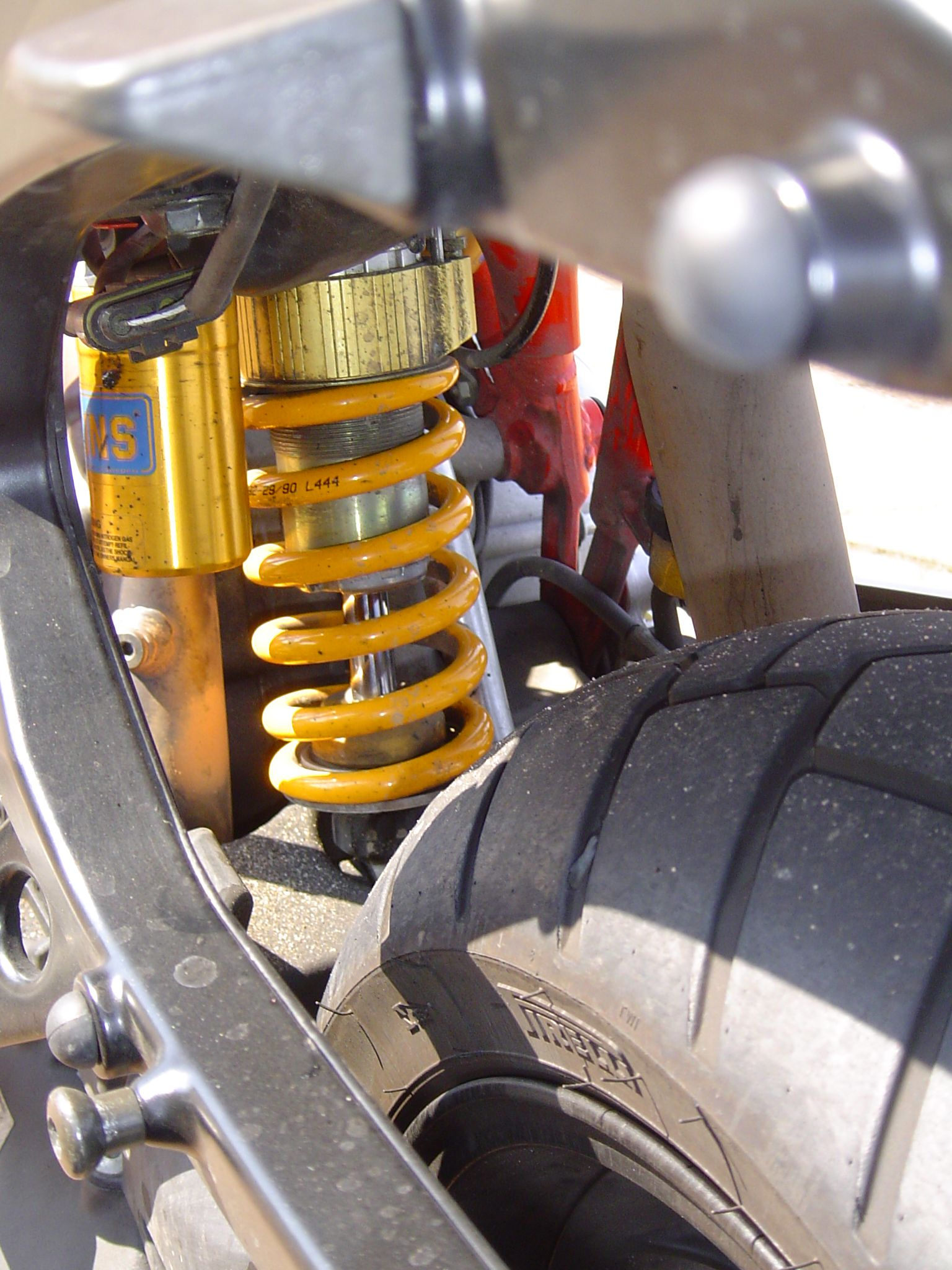
De enkele veer-dempereenheid van een Ducati 1000S DS Multistrada

Monovering is een achterveersysteem van motorfietsen met slechts een schokdemper/veer-eenheid. 
De meeste motorfietsen werden decennialang aan de achterzijde afgeveerd met twee demper/veereenheden. Roessler & Jauernig pasten  rond 1902 al een monoveringsysteem toe. In 1948 bouwde het merk Imme al motorfietsen met enkele veersystemen voor en achter, maar met de toepassing van het monocross-systeem door Yamaha op crossmotoren vanaf 1973 werd dit systeem herontdekt en uiteindelijk door vrijwel alle fabrikanten op een of andere wijze toegepast. Elk merk maakte er een eigen systeem met een eigen naam voor:
- Aprilia: Aprilia Progressive System
- BMW: Monolever en Paralever
- Can-am: Direct Link PR
- Cagiva: Soft Damp en Hi Tech
- Derbi: DLS en Mono Flex, gebruikt vanaf de RC 125 Karmathan (1986).
- Frigerio-Puch: UHS (Uniforce Hydraulic System)
- Garelli: AGM
- Gilera: Monodrive en Power Drive
- Honda: Delta link, Delta Pro Link, Pro Link en VLRS
- Kawasaki: Tetra Lever, Uni Trak en Bottom Link Uni Trak
- KTM: Monolever en Pro Lover
- Laverda: Soft Ramble
- Maico: Alpha Control I en Twin Link
- Mego: Monolink
- Merlin: FIUS
- Moto Guzzi: CARC
- Suzuki: Full Floater en New Full Floater
- Swindon: Swing Link

- Adjustment Garelli Monoshock (AGM), een instelbaar monoveringsysteem, door veringfabrikant Marzocchi speciaal ontwikkeld voor de Garelli-trialmotoren vanaf 1986 (Garelli 323).
- Alpha Control, een monoveringsysteem van het motorfietsmerk Maico. Het systeem van Maico leek qua werking en uitvoering op andere systemen, zoals Swing link van het merk Swindon, Pro Link van Honda en Pro Lover van KTM. De monovering van Maico werd ook wel Twin Link en Zeta Link genoemd.
- Bottom Link Uni Trak, het monoveringsysteem van de Kawasaki VN 800 Vulcan Classic. Het veerelement moest verstopt worden om het hardtail uiterlijk van Harley-Davidson te benaderen. Omdat desondanks een linksysteem werd toegepast à la Uni trak kwam men op deze naam.

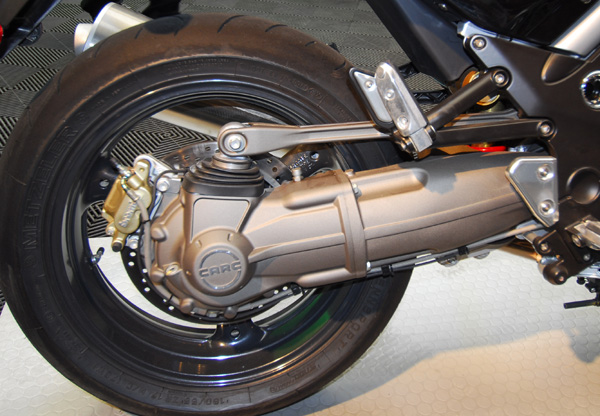
Het CARC-systeem van Moto Guzzi

- Cardano Reattivo Compatto (CARC) is een vergelijkbaar systeem van Moto Guzzi als paralever op de Griso- en Breva-modellen (vanaf ca. 2003).
- Full Floater, een monoveersysteem van Suzuki-motorfietsen uit 1981. Het systeem werkt met hevels en neemt daardoor meer ruimte in dan bijvoorbeeld Pro Link. Vanaf de Parijs-Dakar-versie van de Suzuki DR 650 van 1987 stapte Suzuki soms af van Full Floater. Aardig detail: in 1987 besliste de rechtbank in Los Angeles dat Suzuki van elke verkochte motor met Full Floater $11,25 moest afdragen aan voormalig Suzuki-werknemer en bedenker van het systeem Don Richardson. Dat was op dat moment al ongeveer 19 miljoen dollar! Full Floater wordt ook wel aangeduid als SFS (Suzuki Floating System). Suzuki presenteerde in 1987 New Full Floater. Dit was een verbetering van Full Floater, met o.a. een ander hefboomsysteem en naaldlagers in alle draaipunten. Vanaf de Suzuki GSX 400 X Impulse.
- Hi Tech, een progressief werkend motorfiets-veersysteem met twee hefboompjes. Het vertoont gelijkenis met het Pro Link van Honda en werd het eerst toegepast op de Cagiva Freccia 125 C 12 (1990).
- Monodrive, een monoveersysteem van Gilera, voor het eerst gebruikt op de RV 250 in 1984. Vanaf eind 1985 gebruikte Gilera de Power Drive.

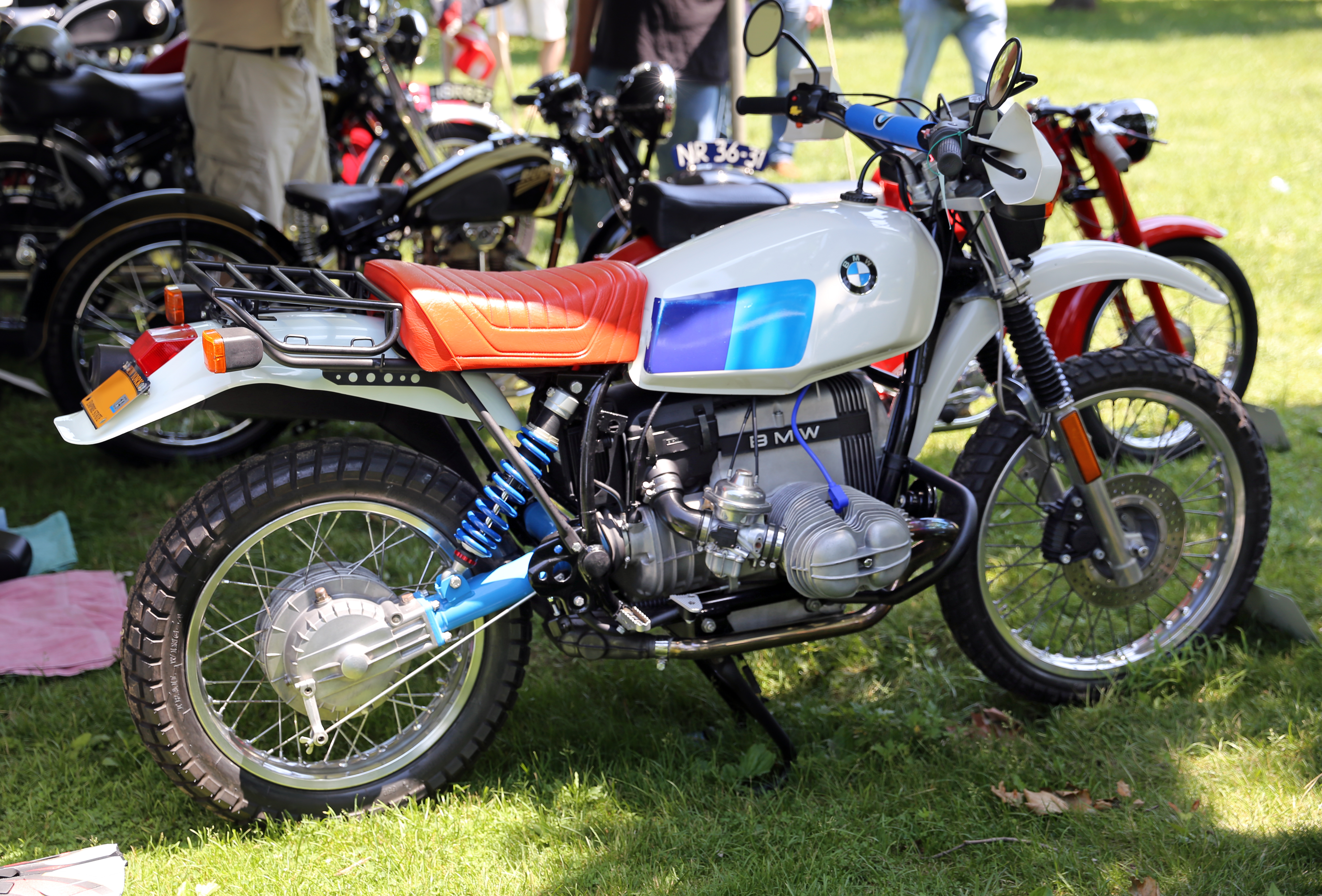
Monolever op een BMW R 80 GS uit 1981

- Monolever, zowel door BMW als door KTM gebruikt. Bij BMW bestond het uit een eenzijdige swingarm met geïntegreerde cardanaandrijving. Het werd voor het eerst toegepast in 1980 en later doorontwikkeld tot Paralever.

Bij KTM was Monolever een doorontwikkeling van Pro Lever, vanaf de crossmodellen van 1993.
- Monolink, het achterveersysteem van de eerste Griekse motorfiets, de Mego GP 50 Carrera uit 1983. Bijzonderheden over de werking zijn niet bekend, maar waarschijnlijk is het een vrij simpel monoveersysteem.

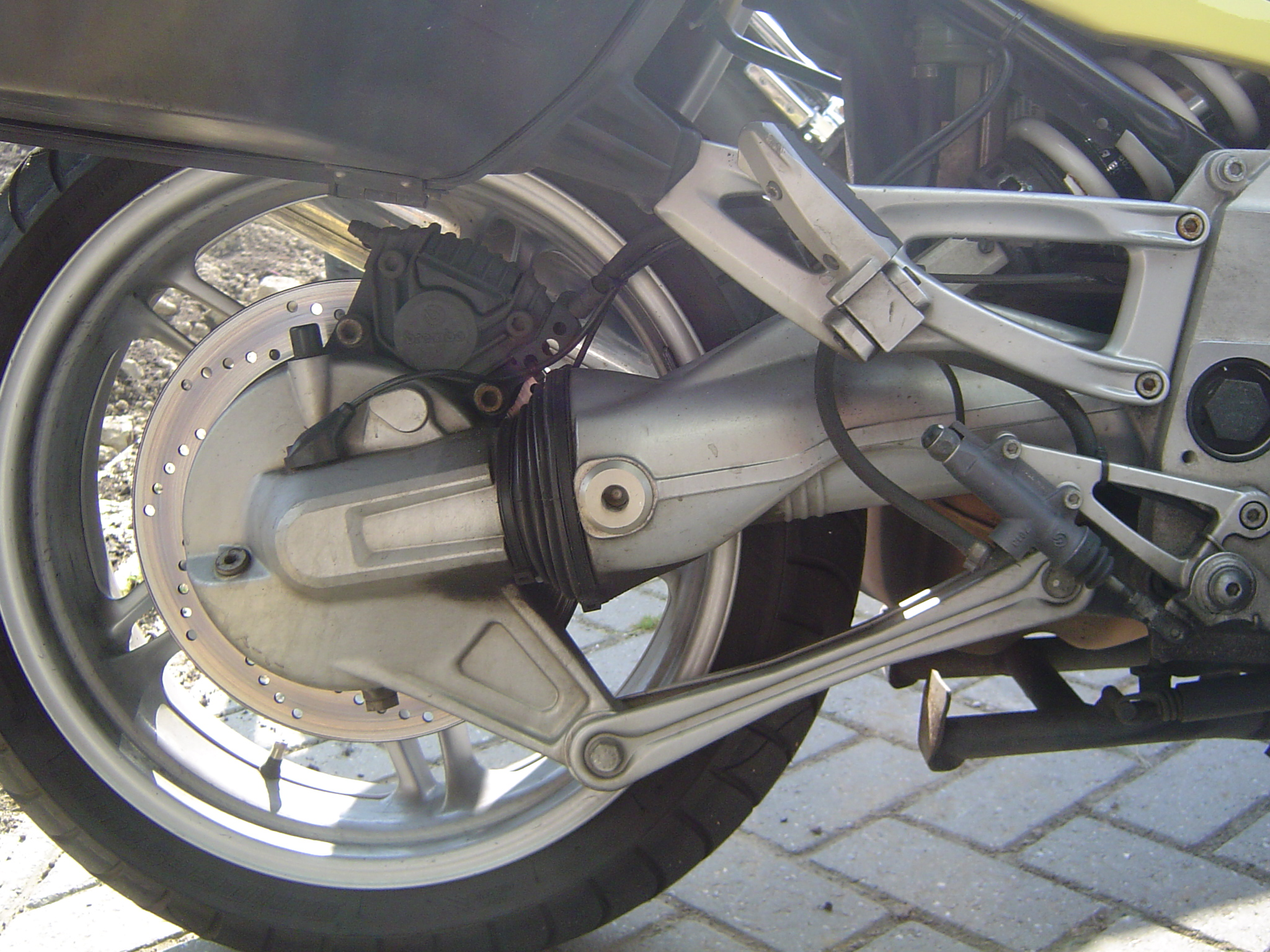
De onderste reactiestang van het paralever-systeem voorkomt de cardanreactie, waardoor motoren met cardanaandrijving bij het wegrijden eerst aan de achterkant omhoog kwamen

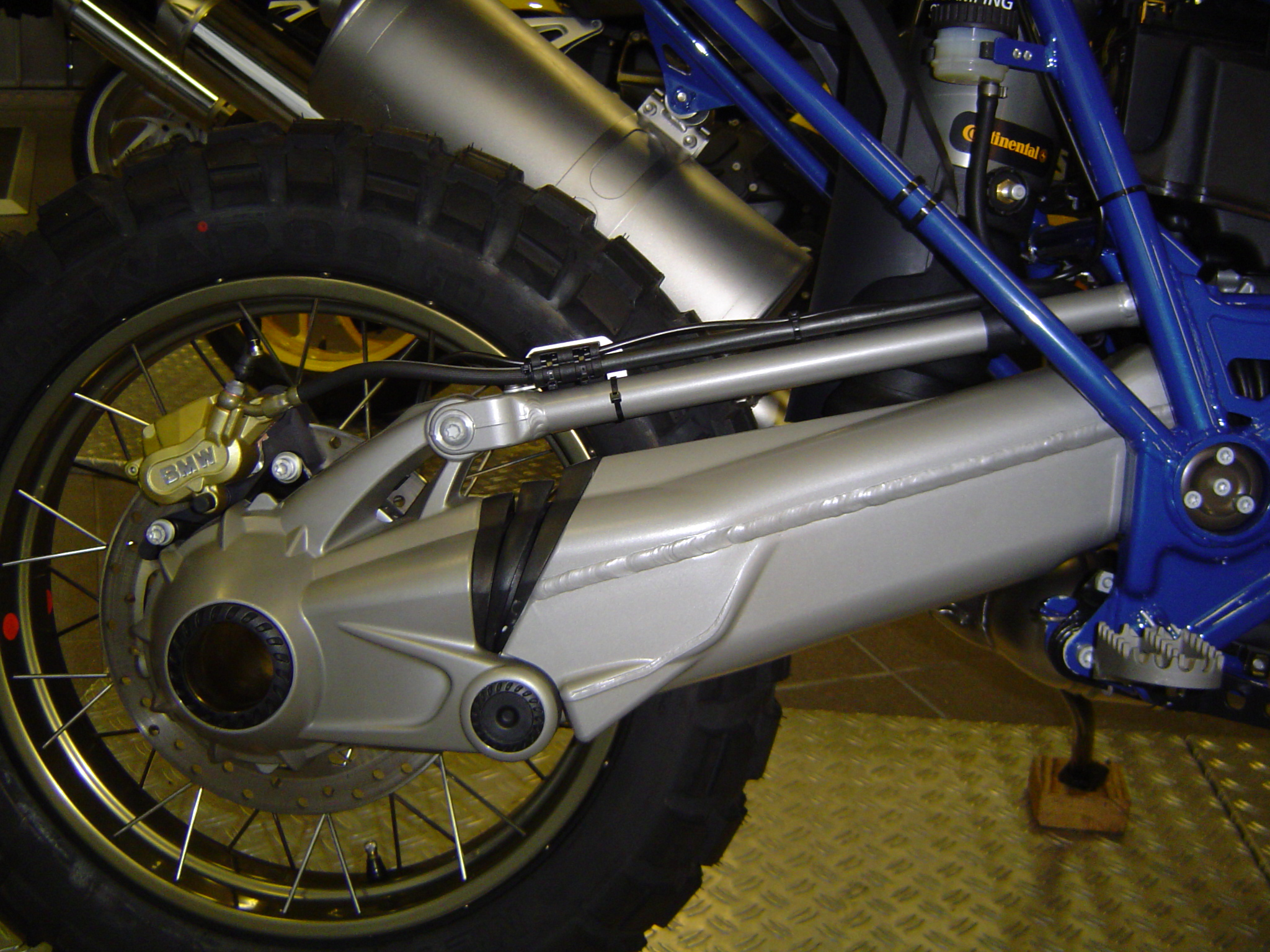
Nieuwe BMW's hebben de paralever-reactiestang boven de cardanaandrijving

- Paralever, een monoveringsysteem van BMW-motorfietsen. Het is een semi-parallellogram constructie van de achtervork die de cardanreactie vrijwel elimineert (vanaf de R 100 GS, 1987). Paralever is een doorontwikkeling van Monolever.
- Power drive, een monoveersysteem van motorfietsen van het merk Gilera, geïntroduceerd eind 1985 op de KK 125, KZ 125, Arizona 250 Rally, Dakota 350 en 500. Power drive vertoont gelijkenis met Pro Link van Honda. Mogelijk is Power Drive de opvolger van het door Gilera gebruikte Monodrive, maar misschien werden de systemen ook naast elkaar op verschillende modellen gebruikt.
- Pro Lover, een monoveersysteem voor motorfietsen van KTM. Het systeem lijkt op Alpha Control I van Maico en op Swing Link van Swindon. Het werd vanaf 1982 Pro Lever genoemd. In 1992 werd dit systeem doorontwikkeld tot Monolever en toegepast op de 125, 250 en 300 cc tweetakten.
- Soft Ramble, het monoveersysteem voor motorfietsen van het merk Laverda. Het werd toegepast op de 125 cc-modellen uit 1986.
- Swing Link, een imitatie van het Honda Pro Link-systeem door Swindon Racing Engines, gepresenteerd op de Bristol Dirt Bike Show in 1980.
- Tetralever, een gelijksoortig systeem als Paralever dat door Kawasaki werd geïntroduceerd op de Kawasaki 1400 GTR (2007). Het Kawasaki-systeem heeft twee reactiestangen, wat vooral de torsiestijfheid ten goede komt.
- Variable Leverage Ratio Suspension (VLRS), een achterveersysteem van Honda om monovering te realiseren. Het werkte instelbaar op het Pro Link-systeem, ter beproeving voor het eerst toegepast op de Honda CR 250 van Chuck Sun (1979). Eigenlijk was VLRS een manier om het Kawasaki Uni Trak-patent te omzeilen.